# 绍基亚
绍基亚，是马耳他的市镇，位于戈佐岛中南部。市镇面积为4.5平方公里，2014年人口数量为3,300人。
绍基亚位于岛首府維多利亞和艾因西莱姆之间，为该岛最古老的村庄。在1678年11月27日成为维多利亚之外的第一个堂区。其名字源自阿拉伯语单词“‎”，意为“蓟”或“荆棘”。